# Atari 400
El Atari 400 va ser un microordinador desenvolupat per l'Atari i destinat al públic infantil. Encara que ha estat un equipament avançat per a l'època, amb coprocesadors per a gràfics i so, tenia una capacitat d'expansió més petita que del seu «germà gran», l'Atari 800, llançat a la mateixa època.

## Especificacions tècniques
| Parts          | Especificacions                                                                                                   | Especificacions |
| -------------- | --- | --------------- |
| UCP            | MOS Technology 6502 a 1,79 MHz                                                                                    |                 |
| RAM            | 8 KiB— 48 KiB (màx.)                                                                                              |                 |
| ROM            | 10 KiB |                 |
| Teclat         | teclat de membrana, 61 tecles                                                                                     |                 |
| Monitor        | televisor o monitor RGB; mode text: 40 x 25 caràcters; diversos modes gràfics (màx.: 320 x 192 pixels, 16 colors) |                 |
| So             | coprocesador POKEY: 4 veus i 3,5 octaves                                                                          |                 |
| Ports          | port d'expansió Atari Serial Input/Ouput (SIO), port de cartutx, ports de casset, 4 ports de joystick             |                 |
| Emmagatzematge | casset |                 |